# Parafyletisk gruppe
En parafyletisk gruppe betegner inden for fylogenetisk systematik en gruppe organismer, som indeholder nogle, men ikke alle efterkommerne af en stamform. Et eksempel er ordenen Artiodactyla (Parrettåede hovdyr), der mangler hvalerne. Praktisk betydning er at diagnostiske træk (parrede tæer) kan mistes. 
| Biologi | Spire Denne artikel om biologi er en spire som bør udbygges. Du er velkommen til at hjælpe Wikipedia ved at udvide den. |